# Gemma Ruiz i Palà
Pour les articles homonymes, voir Ruiz et Pala.
Œuvres principales
Argelagues
Gemma Ruiz Palà, née à Sabadell (Catalogne) en 1975, est une écrivaine catalane.

## Biographie
Diplômée en journalisme, elle a travaillé pendant une grande partie de sa carrière aux services d’information de la télévision de Catalogne, presque toujours en tant que chroniqueuse culturelle. Argelagues, publié par la maison d’édition Proa en 2016, a été son premier roman et sa première traduction en français. Après avoir connu un très grand succès du public et de la critique, il est suivi en 2020 par son deuxième roman Ca la Wenling (Proa),.
Balzac éditeur présente pour sa rentrée d’automne 2020 la traduction par Marie Costa d’Argelagues, de Gemma Ruiz Palà. Un récit sur les destinées individuelles des héroïnes oubliées de la révolution industrielle : de leurs origines paysannes à leur arrivée et adaptation à la vie de la ville. À travers un langage riche, pointu et tendre comme le leur, comme si le premier roman de la journaliste leur rendait la voix. En 2022, elle remporte le prix Sant Jordi du roman pour Les nostres mares.